# Christopher Evan Welch
Christopher Evan Welch (Fort Belvoir, Virginia, 28 de septiembre de 1965 - Santa Mónica, California, 2 de diciembre de 2013) fue un actor estadounidense.

## Educación
Welch asistió a la Universidad de Dallas con una beca completa y se graduó del programa de teatro. Asistió a la escuela de posgrado en la Escuela de Drama de la Universidad de Washington en Seattle, bajo la dirección de Jack Clay.

## Vida personal
Welch contrajo matrimonio en 2008 con Emma Roberts, con quien tuvo una hija.
Welch falleció el 2 de diciembre de 2013, a la edad de 48 años, debido a un cáncer pulmonar.

## Filmografía

### Cine
| Año  | Título                   | Director             | Papel                         | Nota          |
| ---- | ------------------------ | -------------------- | ----------------------------- | ------------- |
| 2000 | Chinese Coffee           | Al Pacino            | Actor de aldea                |               |
| 2000 | Custody                  | Eva Saks             | Wally                         | Cortometraje  |
| 2004 | Keane                    | Lodge Kerrigan       | Empleado de motel             |               |
| 2004 | Marie and Bruce          | Tom Cairns           | Henry                         |               |
| 2004 | The Stepford Wives       | Frank Oz             | Ed Wainwright                 |               |
| 2005 | The Interpreter          | Sydney Pollack       | Jonathan Williams             |               |
| 2005 | War of the Worlds        | Steven Spielberg     | Fotógrafo                     |               |
| 2006 | The Good Shepherd        | Robert De Niro       | Oficial técnico de fotografía |               |
| 2006 | The Hoax                 | Lasse Hallström      | Albert Vanderkamp             |               |
| 2008 | Synecdoche, New York     | Charlie Kaufman      | Pastor                        |               |
| 2008 | Vicky Cristina Barcelona | Woody Allen          | Narrador (voz)                |               |
| 2008 | What Just Happened       | Barry Levinson       | Chico de marketing de estudio |               |
| 2009 | Whatever Works           | Woody Allen          | Howard                        |               |
| 2011 | Our Idiot Brother        | Jesse Peretz         | Robbie                        | Sin acreditar |
| 2012 | Lincoln                  | Steven Spielberg     | Edward McPherson              |               |
| 2012 | The Master               | Paul Thomas Anderson | John More                     |               |
| 2013 | Admission                | Paul Weitz           | Brandt                        |               |
| 2013 | Syrup                    | Aram Rappaport       | Davies                        |               |

### Televisión
| Año       | Título                            | Papel             | Nota                |
| --------- | --------------------------------- | ----------------- | ------------------- |
| 1999      | Third Watch                       | Tom               | Serie; 1 episodio   |
| 2000      | Law & Order: Special Victims Unit | William Lexner    | Serie; 1 episodio   |
| 2000      | Hamlet                            | Reynaldo          | Película de TV      |
| 2001      | The Practice                      | Bernard Shandley  | Serie; 1 episodio   |
| 2003      | Law & Order: Criminal Intent      | Dr. Thomas Dysart | Serie; 1 episodio   |
| 2004      | Whoopi                            | Piloto            | Serie; 1 episodio   |
| 2005      | Starved                           | Kevin             | Serie; 1 episodio   |
| 2005      | Law & Order: Special Victims Unit | Richard Dwyer     | Serie; 1 episodio   |
| 2006      | The Book of Daniel                | Scott Clarkson    | Serie; 1 episodio   |
| 2006      | The Sopranos                      | ER Doctor         | Serie; 1 episodio   |
| 2008-2010 | Law & Order                       | David Haig        | Serie; 3 episodios  |
| 2009      | Nurse Jackie                      | Skip Nannerine    | Serie; 1 episodio   |
| 2010      | Rubicon                           | Grant Test        | Serie; 13 episodios |
| 2010      | The Good Wife                     | Dr. Miner         | Serie; 1 episodio   |
| 2010      | Gravity                           | Brad              | Serie; 1 episodio   |
| 2012      | Elementary                        | Samuel Abbott     | Serie; 1 episodio   |
| 2013      | Golden Boy                        | Neil Jacobs       | Serie; 1 episodio   |
| 2014      | Silicon Valley                    | Peter Gregory     | Serie; 8 episodios  |